# Tufan Erhürman
Tufan Erhürman (n. Nicosia, Chipre, 1970) es un político, profesor, diplomático, abogado y conferenciante chipriota y ex primer ministro del Norte de Chipre.

## Biografía
Nacido en la ciudad de Nicosia en el año 1970. Realizó sus estudios secundarios en el instituto "Türk Maarif Koleji".
Luego en 1988, marchó hacía Turquía para estudiar la carrera de Derecho por la Universidad de Ankara, en la cual hizo una Maestría y un Doctorado. Su tesis doctoral fue realizada en 2001 y estaba titulada: "Inspección no jurídica de la Autoridad y el Defensor del Pueblo".
Posteriormente pasó a dar conferencias en diversas universidades como en la de Ankara, la Universidad Técnica de Medio Oriente, Universidad de Hacettepe o la Universidad del Cercano Oriente. Luego también comenzó a trabajar como profesor en la Universidad del Mediterráneo Oriental de Famagusta.
Tufan Erhürman, inició su carrera política cuando se quiso involucrar en las negociaciones para resolver la disputa de Chipre bajo el mandato del Presidente Mehmet Ali Talat, entre 2008 y 2010.
Luego se postuló como candidato a diputado en la Asamblea de la República Turca de Chipre del Norte tras las Elecciones de 2013 y finalmente se acabó convirtiendo en miembro del parlamento como candidato del Partido Republicano Turco-Fuerzas Unidas. Durante esta época trabajó extensamente para cambiar la constitución, donde los 4 partidos que estaban representados en el parlamento en ese momento acordaron 23 cambios. Sin embargo, el 62.3% de los votantes rechazó la nueva constitución en el referéndum constitucional de 2014. Se convirtió en el Secretario General del Partido Republicano Turco-Fuerzas Unidas.
Ya a partir del 13 de noviembre de 2016, Erhürman se convirtió en el líder principal de su partido y, por lo tanto, en líder de la oposición.
Fue reelegido como miembro del Parlamento durante las Elecciones parlamentarias de Chipre del Norte de 2018, sin embargo, no pudo evitar que su partido perdiera un total de 9 escaños. El 19 de enero de 2018, las negociaciones comenzaron a formar una coalición política entre 4 partidos: el Partido Republicano Turco, el Partido Popular, el Partido Demócrata de Chipre del Norte y el Partido de la Democracia Comunitaria, los cuales tras estas negociaciones finalmente tuvieron éxito en la formación del nuevo gobierno, convirtiendo a Tufan Erhürman en el nuevo Primer Ministro de Chipre del Norte. Juró su cargo el día 2 de febrero.
En mayo de 2019, su gobierno de coalición colapsó y fue reemplazado por Ersin Tatar.